# Famille matrifocale
Le terme de famille matrifocale désigne le système d'organisation familiale, centré sur la mère et la famille maternelle, dans les Amériques noires : Antilles françaises, Jamaïque, États-Unis...
Ce terme inventé par Raymond Thomas Smith (1925-),, renvoie à une définition à ne pas confondre avec le matriarcat, qui peut désigner lui une gynocratie, ce qui n'est pas le cas de la matrifocalité. Les sociétés regroupant à la fois une forte prégnance de matrilocalité et de matrilinéarité sont désignées ainsi.[Information douteuse] Pour Nancie L. Solien de González, la famille matrifocale est « un groupe de parenté co-résidentiel n’incluant pas la présence régulière d’un homme dans le rôle d’époux-père et à l’intérieur duquel les relations effectives et continues se font surtout entre parents de même sang». L'autorité sur la sphère domestique est essentiellement maternelle.  Le conjoint, souvent passager, rejoint la famille fondée par la femme. Pourtant, ce pouvoir domestique ne se retrouve pas dans les hiérarchies sociales, ces femmes étant souvent, entre les doubles journées de travail et leur position sociale, en situation difficile. Ces familles se caractérisent aussi par un conflit mère-enfants privilégiant les alliances grands-mères/petits enfants. En Martinique, la mère est appelée potomitan, le poteau du milieu, celui qui tient la charpente.
Le fonctionnement et les déterminants des différentes formes de familles matrifocales ont toutefois donné lieu à des interprétations diverses, jusqu'à la polémique.